# Delphinium cyananthum
Delphinium cyananthum är en ranunkelväxtart som beskrevs av Sergej Arsenjevitj Nevskij. Delphinium cyananthum ingår i släktet storriddarsporrar, och familjen ranunkelväxter. Inga underarter finns listade i Catalogue of Life.